# Anthelephila gladia
Anthelephila gladia es una especie de coleóptero de la familia Anthicidae.

## Distribución geográfica
Habita en el oeste de Bengala.